# Crotaphatrema tchabalmbaboensis
Crotaphatrema tchabalmbaboensis es una especie de anfibios gimnofiones de la familia Caeciliidae.
Es endémica de Camerún, en concreto de la vertiente septentrional del Monte Chabal Mbabo, situado en el suroeste del país. Se halla a una altitud entre 1950 y 2.000 m. 